# Rotkohl

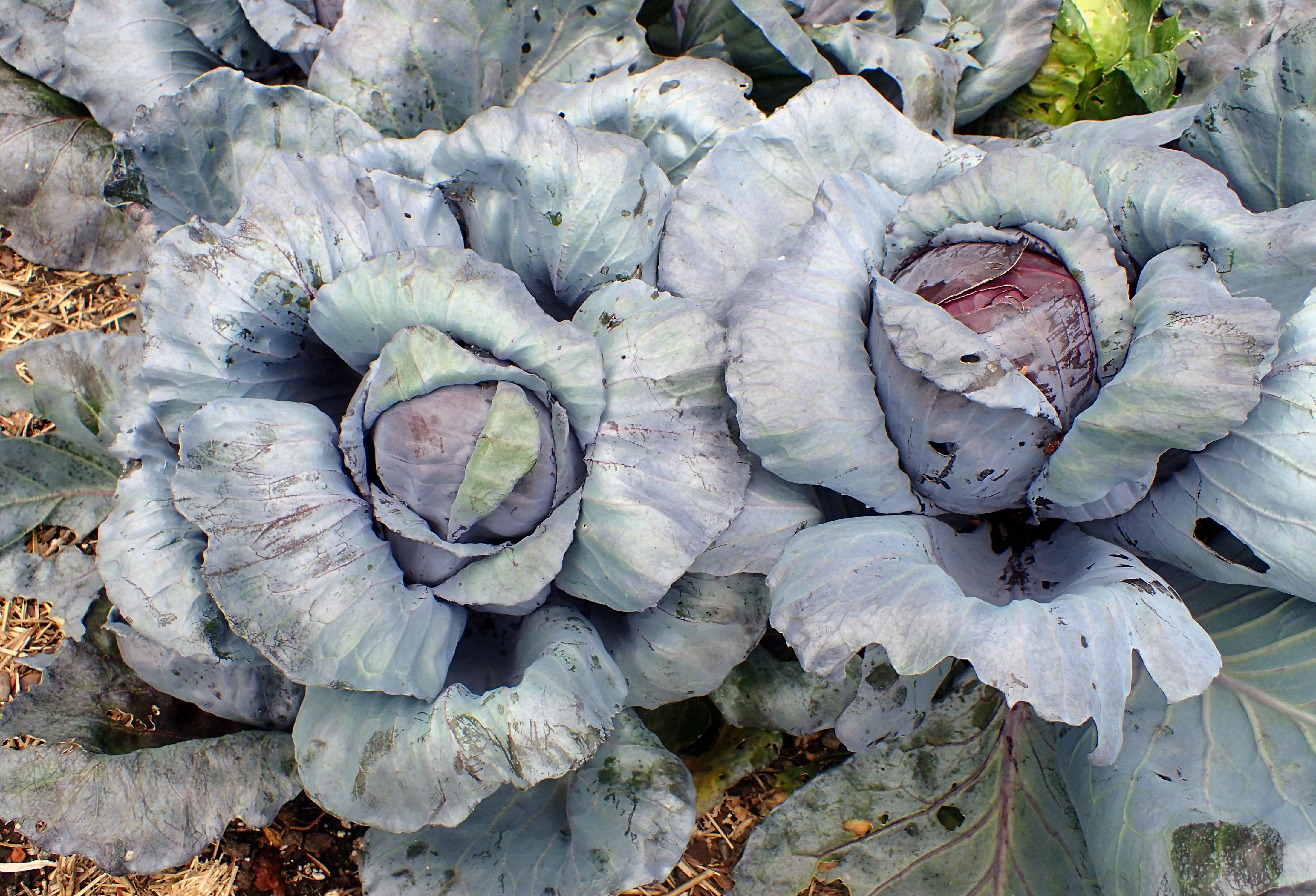
Rotkohl

Rotkohl und Kabes (Bezeichnung in Nord- und Mitteldeutschland), Rotkraut (Bezeichnung in Mittelost- und Südwestdeutschland, aber auch in Österreich, Liechtenstein und der Schweiz), Blaukraut (Bezeichnung in Süddeutschland und in Österreich), Blau- bzw. Rotchabis (Schweizerdeutsch), regional auch „Blaukohl“ genannt (Brassica oleracea convar. capitata var. rubra L.), ist eine Kohlart des Kopfkohls.

## Beschreibung

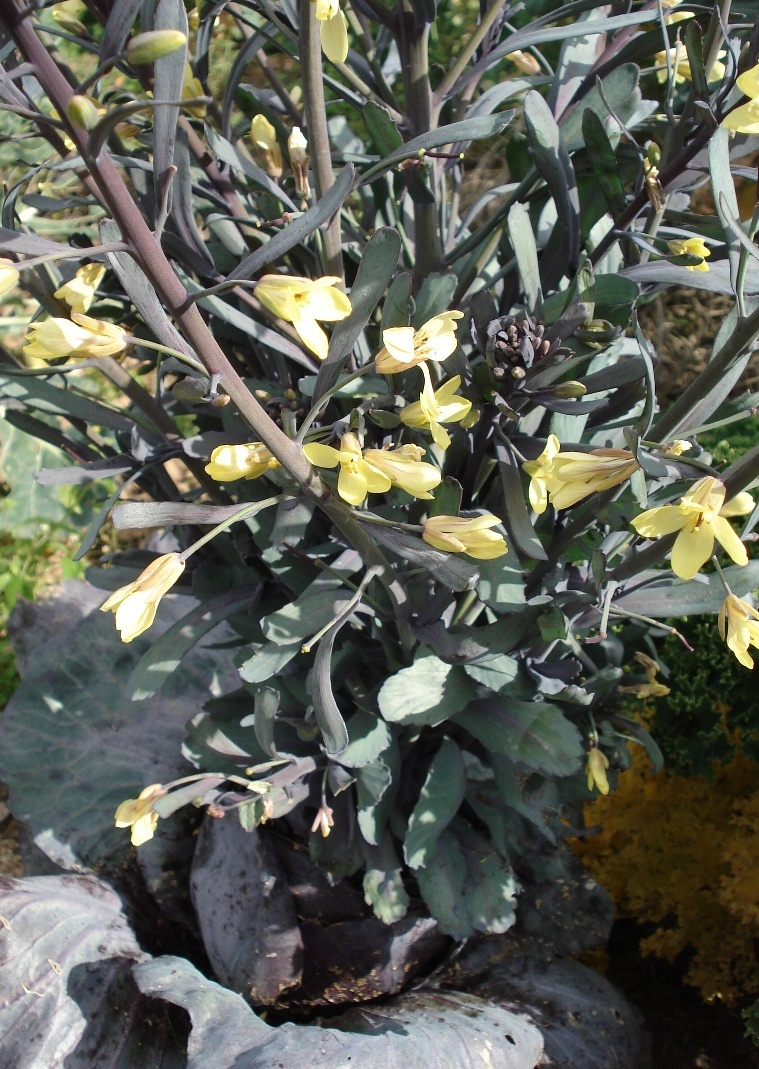
Rotkohl mit Blütenstand

Der Rotkohl wächst zu einem runden Kohlkopf, bei dem die einzelnen Blätter eng aneinander liegen. Die Blattfarbe liegt aufgrund der enthaltenen Farbstoffe je nach Bodenbeschaffenheit und Zubereitung im roten bis blauen Bereich, was sich in den unterschiedlichen Bezeichnungen des Gemüses widerspiegelt.
Der Rotkohl braucht gut gedüngten Boden und ausreichend Feuchtigkeit. Er ist ein typisches Wintergemüse, wird im Frühjahr ausgesät oder gepflanzt und im späten Herbst geerntet. Frühe Sorten machen nur einen Anteil von 10 % aus. Rotkohl lässt sich gut lagern. Zuchtziele sind vor allem Platzfestigkeit bei gleichzeitiger Kompaktheit, kurzer Innenzapfen, hoher Anthocyananteil, Krankheits- und Schädlingsresistenz sowie Eliminierung genetisch mitbestimmter Defekte (interne Nekrosen, so genannter Tabak).

## Warenkunde/Gemüse

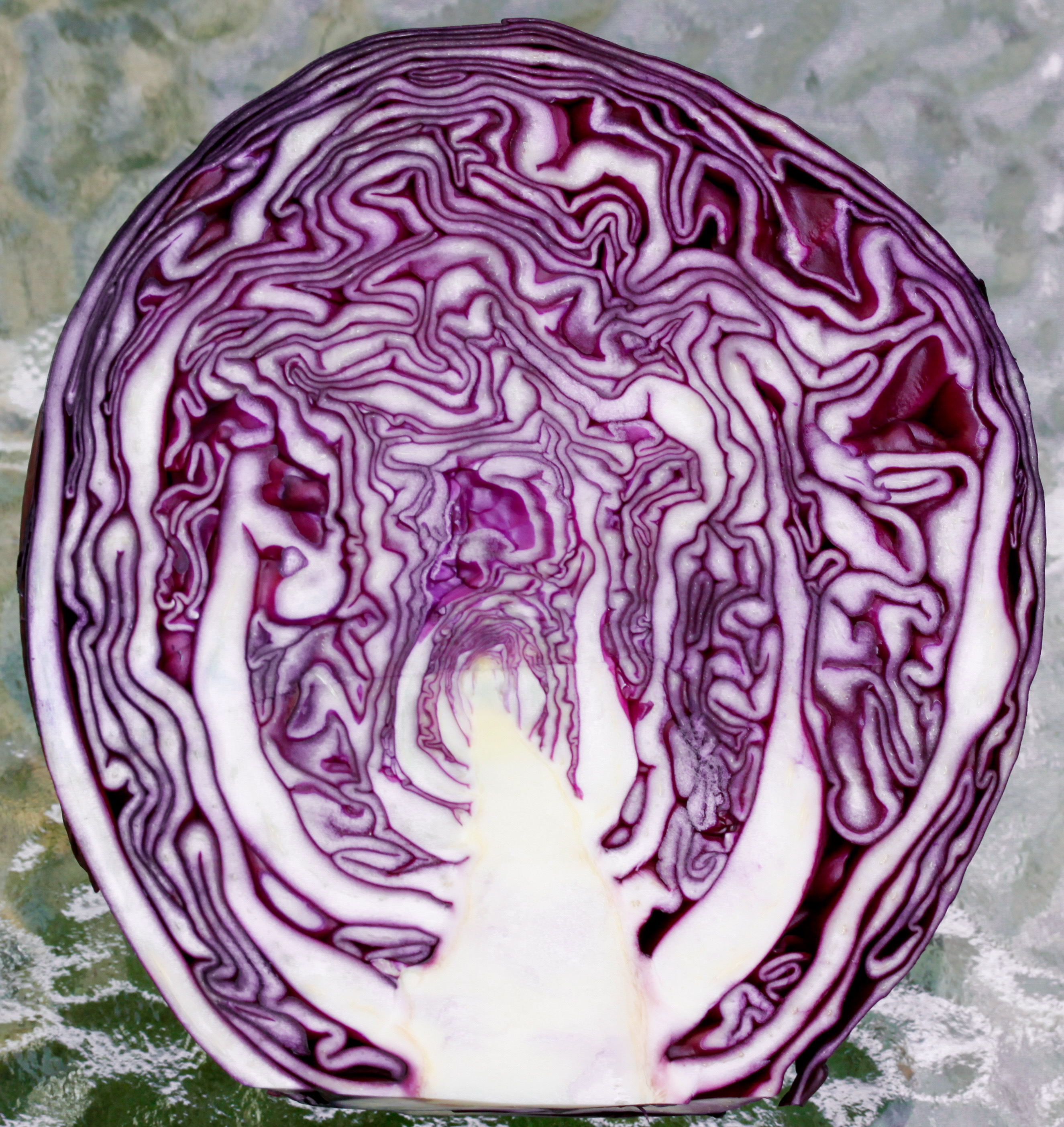
Rotkohlkopf, Vertikalschnitthälfte

Rotkohl gehört zu den Kohlgemüsearten und wird schon lange kultiviert. Seine festen Köpfe zeichnen sich durch ihre rot-grünen Außen- und glatten, roten Innenblätter aus. Rotkohl ist reich an Mineralstoffen wie Eisen, Ascorbinsäure (Vitamin C) sowie an den für die Färbung verantwortlichen Anthocyanen, sekundären Pflanzenstoffen, denen eine Stärkung des Immunsystems und eine entzündungshemmende Wirkung nachgesagt wird. Ferner finden sich signifikante Mengen an Zuckern und Senfölen. In Abhängigkeit vom Garverfahren besitzt Rotkohl einen vergleichsweise geringen physiologischen Brennwert von ca. 200–240 kJ/100 g und enthält viele Ballaststoffe. Zu langes Kochen zerstört enthaltene Vitamine teilweise, so dass es vor allem im Winter von Vorteil ist, Rotkohl als Rohkost zuzubereiten.
| 100 g Rotkohl enthalten durchschnittlich: |        |        |               |        |        |         |           |           |           |
| Energie                                   | Wasser | Fett   | Kohlenhydrate | Eiweiß | Kalium | Calcium | Magnesium | Vitamin C | Vitamin E |
| 130 kJ (31 kcal)                          | 90,4 g | 0,16 g | 7,37 g        | 1,43 g | 243 mg | 45 mg   | 16 mg     | 57 mg     | 0,11 mg   |

### Einkauf
Die Frische erkennt man an den kräftigen, festen und matt glänzenden Blättern. Rotkohl ist fast immer frisch im Angebot, da es Frühkohl von Mai bis Juni, mittelfrühen Kohl von Juli bis Oktober und späte Sorten von November bis Dezember gibt.

### Lagerung
Rotkohl ist im Kühlschrank-Gemüsefach etwa zwei Wochen haltbar, in angeschnittener Form sollte er stets in Haushaltsfolie eingeschlagen werden. Von Hüllblättern und dem Wurzelstock befreit lässt er sich in einem kühlen, luftigen Keller auf strohbedeckten Brettern gut lagern. Gesunde Köpfe können dort auch mit den Hüllblättern an den Strünken aufgehängt werden.

## Regionale Bezeichnungen

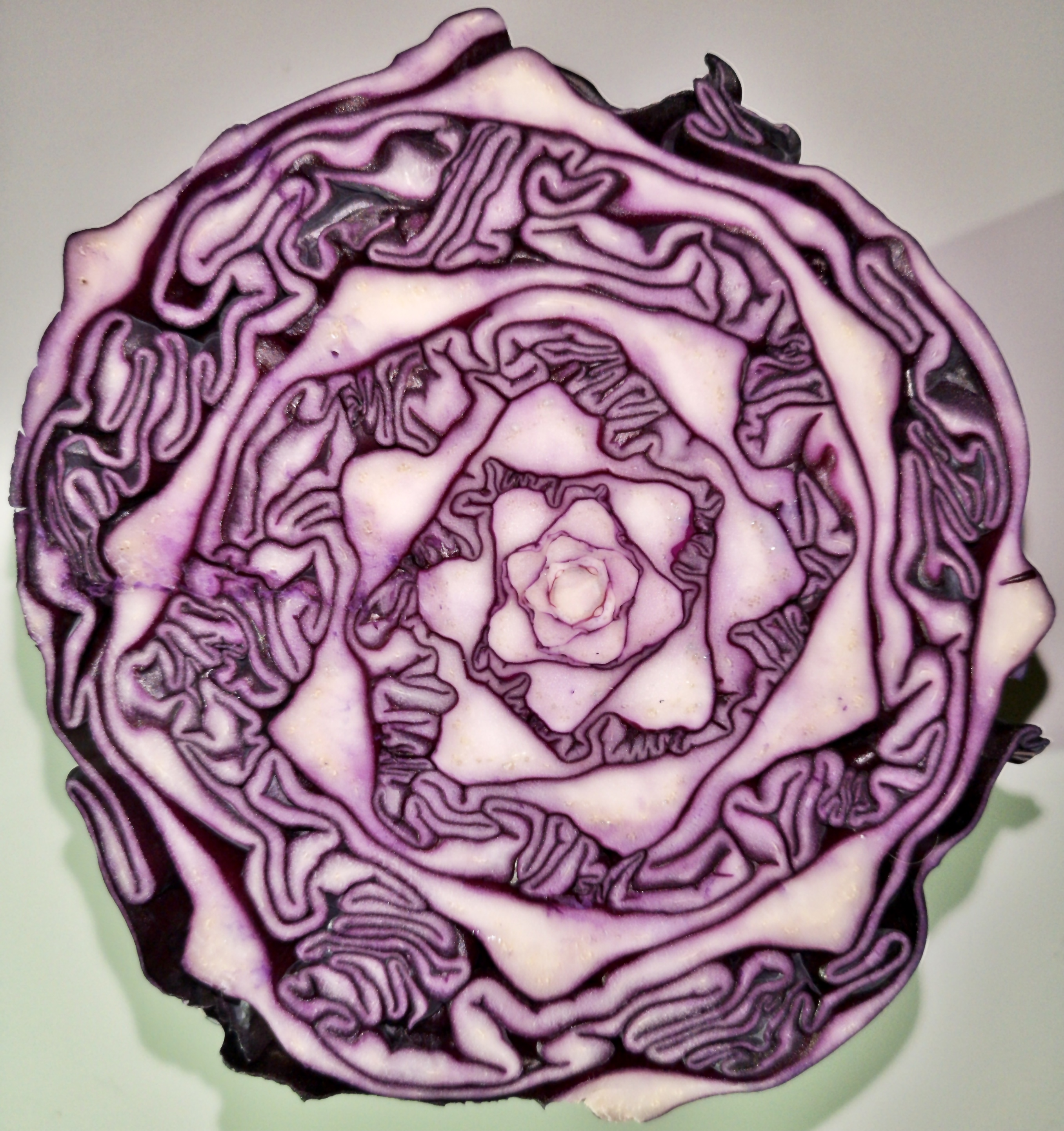
Spiralförmige Anordnung der Kohl-blätterstängel, Horizontalschnitthälfte

Das Rotkraut besitzt eine Farbe, die je nach Bodenbeschaffenheit und Zubereitungsweise zwischen rot und blau liegt (siehe unten). Saure Umgebung lässt die Blätter eher rötlich erscheinen, während alkalische Bedingungen eher zu Blautönen führen. Im Mittelalter existierte noch kein Begriff für den Zwischenton „Lila“. Das Wort arabischen Ursprungs kennt die deutsche Sprache erst seit dem 18. Jahrhundert, es gab nur die Volltonadjektive „blau“ und „rot“.
In den deutschen Regionen fielen die Entscheidungen für den Rotkohl unterschiedlich aus. Das deutsche Sprachgebiet kannte im Süden vornehmlich das Kraut, im Norden eher den Kohl oder den Kabes. Folgende Benennungen sind gebräuchlich:
- Rotkohl: Norddeutschland (Schleswig-Holstein, Hamburg, Niedersachsen, nördliches Sachsen-Anhalt, Berlin, Brandenburg, Mecklenburg-Vorpommern, Nordrhein-Westfalen), Schweiz
- Rotkraut: Mittel- und Südwestdeutschland (Sachsen, Thüringen, Hessen, Baden, Pfalz), Ostösterreich (Niederösterreich, Wien, Burgenland, Oststeiermark), Schweiz
- (Rot-/Blau-)Kappes: Nordrhein-Westfalen, Rheinland
- Blaukraut: Süddeutschland (Württemberg, Bayern, Franken, Vogtland), Österreich (oben nicht genannte Länder), Schweiz

Berücksichtigt wird hier das deutsche Sprachgebiet um 1900, welches hinsichtlich der regionalen Varianten mit dem heutigen weitgehend identisch ist. Jedoch gibt es, beispielsweise durch die Wirkung der Medien, Vermischungen in den Sprachregionen, in diesem Falle insbesondere zugunsten des „Rotkohls“.

## Zubereitung
Rotkohl wird roh (etwa als Salat) oder gekocht zubereitet als Gemüse verzehrt. Sowohl im Salat als auch beim Kochen werden oft Äpfel beigegeben. Typische beim Rotkohl verwendete Gewürze sind Gewürznelken, Muskat und Lorbeerblätter.
In vielen norddeutschen (aber auch badischen) Kochrezepten kommen eher säurehaltige Zutaten wie Essig und Wein vor. In einigen süddeutschen Regionen Deutschlands (etwa in Schwaben, Franken und Bayern) verwendet man hingegen eher Zucker oder sogar alkalische Zutaten wie Natron, die aufgrund ihrer chemischen Reaktion den Kohl mehr oder minder intensiv blau färben (Blaukohl). Die Zubereitungsarten erklären auch zu großen Teilen die regional unterschiedlichen Bezeichnungen.
Rotkohl wird häufig als Beilage zu Schweine-, Gänse-, Enten- oder Sauerbraten sowie zu Wild gereicht. In Thüringen ist Rotkohl (oder auch Rotkraut) die Standardbeilage zu Thüringer Klößen. 
Eine weitere Verwendungsmöglichkeit, die eine lange Haltbarkeit ermöglicht, ist die Fermentation (Milchsäuregärung).

## Färbung

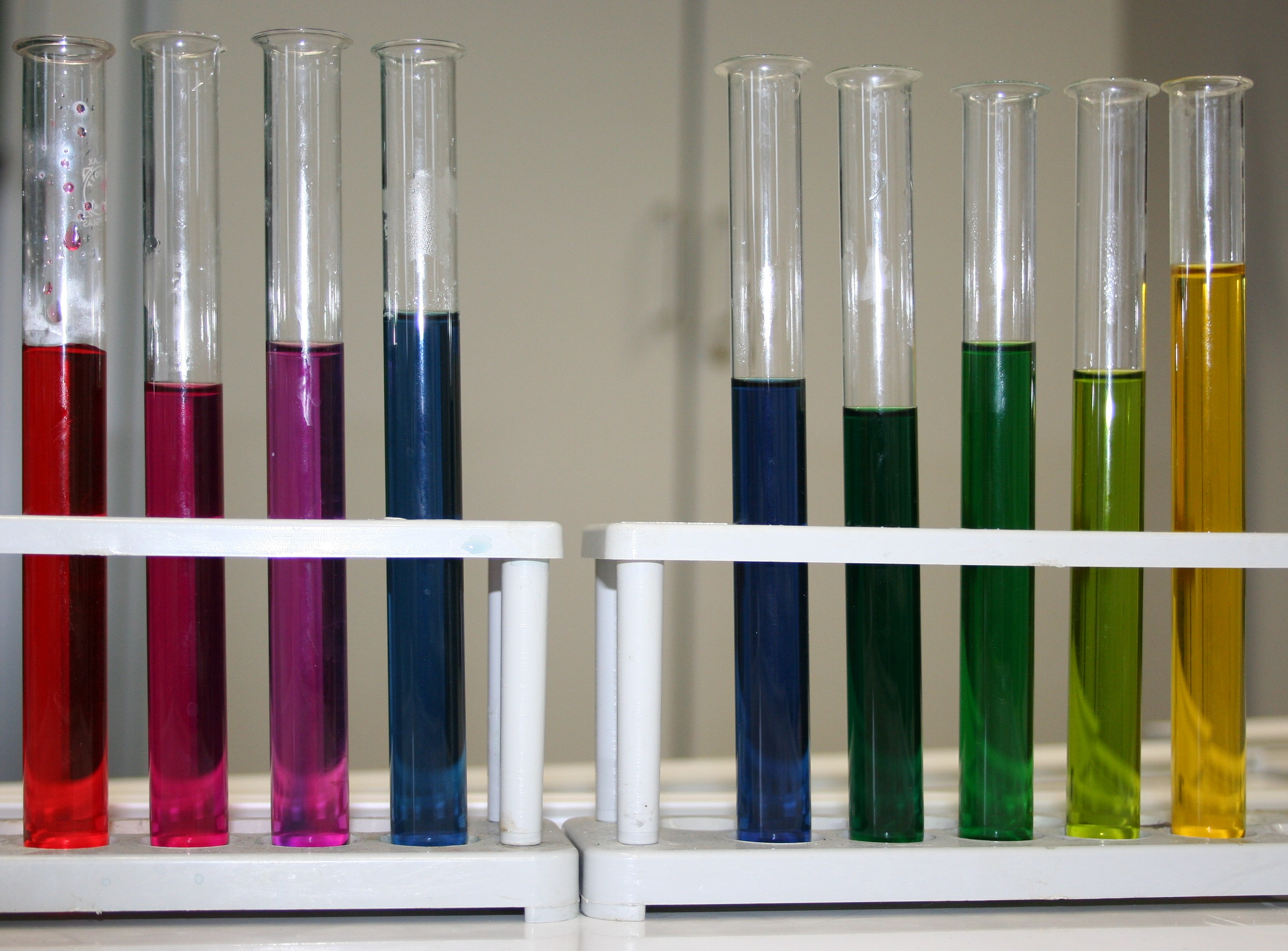
Farben beim Rotkohlsaft, links sauer, rechts alkalisch

Für die Färbung der Blätter sind die Anthocyane verantwortlich, die in ihrer Gesamtheit je nach pH-Wert eine rote bis blaue Farbe erzeugen. Als Hauptkomponente ist ein acyliertes Sambicyanin-5-glucosid (bzw. Chrysanthemin-5-sambubiosid) enthalten.
Auch der beim Kochen oder Pressen anfallende Rotkohlsaft besitzt durch die enthaltenen Cyanidin-Glycoside eine vom pH-Wert abhängige Färbung (Säure-Base-Indikator).
| pH-Wert | Art       | Farbe         |
| ------- | --------- | ------------- |
| 2       | sauer     | rot           |
| 4       | sauer     | lila          |
| 7       | neutral   | blauviolett   |
| 8       | alkalisch | blau          |
| 10      | alkalisch | blau-grün     |
| 12      | alkalisch | grünlich gelb |